# روبن هامبارتسومیان (متالوژیست و شیمی‌فیزیک‌دان)
روبن سارگسی هامبارتسومیان (ارمنی: Ռուբեն Սարգսի Համբարձումյան؛ زاده ۲۸ اوت ۱۹۱۱ - درگذشته ۲۲ نوامبر ۱۹۷۱)، متالوژیست و شیمی‌فیزیک‌دان اهل ارمنستان بود.

## زندگی‌نامه
وی در ۱۰ سپتامبر [سبک قدیمی: ۲۸ اوت] ۱۹۱۱ در شوشی به دنیا آمد. پدر وی سارگیس هامبارتسومیان بود. روبن از دانشگاه دولتی فلزات غیرآهنی و طلا مسکو فارغ‌التحصیل شد. هامبارتسومیان از سال ۱۹۶۶ عضو مکاتبه‌ای آکادمی علوم اتحاد شوروی بود. وی همچنین برندهٔ جوایزی همچون نشان لنین، نشان پرچم سرخ کار، جایزه استالین و سه مرتبه جایزه دولتی اتحاد شوروی شد. هامبارتسومیان در en:All-Union Institute of Aviation Materials فعالیت می‌کرد. وی در ۲۲ نوامبر ۱۹۷۱ در سن ۶۰ سالگی در مسکو درگذشت و در آرامستان دونسکوی به خاک سپرده شد.

## یادداشت
1. ↑  corresponding member